# Saison 2001 de l'ATP
Cet article traite de la saison 2001 masculine. Pour la saison 2001 féminine, voir Saison 2001 de la WTA.
Pour un article plus général, voir 2001 en tennis.
Pour un article plus général, voir ATP World Tour.
Vainqueurs des tournois majeurs
Cet article rassemble les résultats des tournois de tennis masculin de la saison 2001. Celle-ci est constituée de 71 tournois répartis en plusieurs catégories :
- 66 organisés par l'ATP : 
  - les Tennis Masters Series, au nombre de 9 ;
  - les International Series Gold, au nombre de 11 :
  - les International Series, au nombre de 44 ;
  - la Tennis Masters Cup qui réunit les huit meilleurs joueurs et paires au classement ATP Race en fin de saison ;
  - la World Team Cup (compétition par équipes).
- 5 organisés par l'ITF :
  - les 4 tournois du Grand Chelem ;
  - la Coupe Davis (compétition par équipes).

La Hopman Cup est une compétition mixte (par équipes), elle est organisée par l'ITF.

## Résumé de la saison
Après un début en fanfare pour Andre Agassi avec trois titres à l'Open d'Australie, Indian Wells et Miami, l'Américain baisse un peu de régime mais parvient à atteindre les quarts de finale à Roland-Garros et à l'US Open, ainsi que la demi-finale à Wimbledon. Gustavo Kuerten remporte son troisième et dernier Roland-Garros après avoir remporté le Masters de Monte-Carlo. Goran Ivanišević après trois ans sans finale et ayant bénéficié d'une wild-card, remporte le tournoi de Wimbledon qu'il avait manqué à trois reprises auparavant tout en étant 129e mondial avant le tournoi. Lleyton Hewitt, confirme les espoirs placés en lui malgré le fait qu'il ne brille toujours pas à l'Open d'Australie en gagnant l'US Open et le Masters, prenant la place de numéro 1 mondial à Gustavo Kuerten. Arnaud Clément, finaliste malheureux à l'Open d'Australie réalise un bon parcours à Wimbledon et l'US Open. Àlex Corretja, finaliste malheureux pour la deuxième fois à Roland-Garros réalise une saison en demi-teinte avec un troisième tour à l'US Open et 1 titre seulement. Patrick Rafter, finaliste malheureux pour la deuxième fois de suite à Wimbledon face à Goran Ivanišević en cinq sets a également perdu à l'Open d'Australie en demi-finale en cinq sets contre le futur vainqueur alors qu'il menait deux sets à rien. Il a pris sa retraite en fin de saison. Pete Sampras dispute 4 finales sans en gagner une, une première depuis 1990. Il dispute à Flushing Meadows une deuxième finale consécutive perdue face à Lleyton Hewitt mais ne peut rien malgré un tie-break dans le premier set. Marat Safin ne confirme pas les espoirs placés en lui, éliminé de manière précoce à l'Open d'Australie et à Roland-Garros, il réalise néanmoins son meilleur parcours (dépassé en 2008) à Wimbledon et s'incline en demi-finale de l'US Open. Ayant beaucoup de points à défendre, il quitte le top 10 en fin de saison. Cette saison marque également le déclin de Ievgueni Kafelnikov, champion olympique l'année précédente. Le Russe n'a brillé qu'à l'Open d'Australie où il avait beaucoup de points à défendre et à l'US Open. En revanche, l'Espagnol Juan Carlos Ferrero se révèle en faisant une saison pleine sur terre battue et en remportant son premier Masters Series à Rome, mais également en étant demi-finaliste à Roland-Garros pour la seconde année consécutive. Il est moins performant sur dur (titre à Dubaï et demi-finale aux Masters).
Les deux Suédois Thomas Enqvist et Magnus Norman sortent du top 10 en raison de leurs résultats trop irréguliers, surtout ceux de Norman qui manque la fin de saison (élimination dès le premier tour à Roland-Garros).

## Nouveautés de la saison
- Les tableaux de simple des tournois du Grand Chelem passent de 16 à 32 têtes de série, ce changement entre en application pour la 1re fois à Wimbledon.
- L'épreuve de simple du Masters déménage de  Lisbonne à Sydney, il se déroule toujours sur dur en intérieur.
- L'épreuve de double du Masters se déroule (de façon exceptionnelle) à la fin du mois de janvier 2002. Comme l'édition précédente, la compétition a  lieu à Bangalore (en Inde), toujours dur en intérieur.
- Dans la catégorie International Series Gold :
  - Le Londres (indoor) (dur (int.)) disparaît pour laisser sa place à Dubaï (dur (ext.)).
- Dans la catégorie International Series :
  -  Dubaï (dur (ext.)) est promu en International Series Gold pour remplacer Londres (indoor).
  - Saint-Marin (terre (ext.)) disparaît pour laisser place à Sopot (même surface).
  - Toulouse (dur (int.)) disparaît.
  - Brighton (dur (int.)) disparaît.
  - Milan (moquette (int.)) apparaît, il se déroule au mois de janvier.
  - Buenos Aires (terre (ext.)) apparaît, il se déroule au mois de février.
  - Costa do Sauípe (terre (ext.)) apparaît, il se déroule au mois de septembre.
  - Le Tournoi de tennis du Chili (terre (ext.)) déménage de Santiago à Viña del Mar.
  - Le Tournoi de tennis US Clay Court (terre (ext.)) déménage d'Orlando à Houston.

## Classements

### Évolution du top 10
| Rang | Nom                 | Points |
| ---- | ------------------- | ------ |
| 1    | Gustavo Kuerten     | 4195   |
| 2    | Marat Safin         | 4120   |
| 3    | Pete Sampras        | 3385   |
| 4    | Magnus Norman       | 3110   |
| 5    | Ievgueni Kafelnikov | 2935   |
| 6    | Andre Agassi        | 2765   |
| 7    | Lleyton Hewitt      | 2625   |
| 8    | Àlex Corretja       | 2475   |
| 9    | Thomas Enqvist      | 2210   |
| 10   | Tim Henman          | 2020   |

| Rang | Nom                       | Points |
| ---- | ------------------------- | ------ |
| 1    | Mark Woodforde            | 4985   |
| 2    | Todd Woodbridge           | 4970   |
| 3    | Sandon Stolle             | 4085   |
| 4    | Paul Haarhuis             | 3850   |
| 5    | Ellis Ferreira Rick Leach | 3565   |
| 7    | Jared Palmer              | 3260   |
| 8    | Alex O'Brien              | 3020   |
| 9    | Max Mirnyi                | 2990   |
| 10   | Jiří Novák                | 2960   |

| Rang | Nom             | Points              |      |
| ---- | --------------- | ------------------- | ---- |
| 1    | en augmentation | Lleyton Hewitt      | 4365 |
| 2    | en diminution   | Gustavo Kuerten     | 3855 |
| 3    | en augmentation | Andre Agassi        | 3520 |
| 4    | en augmentation | Ievgueni Kafelnikov | 3090 |
| 5    | en augmentation | Juan Carlos Ferrero | 3040 |
| 6    | en augmentation | Sébastien Grosjean  | 2790 |
| 7    | en augmentation | Patrick Rafter      | 2785 |
| 8    | en augmentation | Tommy Haas          | 2285 |
| 9    | en augmentation | Tim Henman          | 2100 |
| 10   | en diminution   | Pete Sampras        | 1940 |

| Rang | Nom             | Points          |      |
| ---- | --------------- | --------------- | ---- |
| 1    | en augmentation | Jonas Björkman  | 4135 |
| 2    | en stagnation   | Todd Woodbridge | 4070 |
| 3    | en augmentation | Donald Johnson  | 3990 |
| 4    | en augmentation | Jared Palmer    | 3810 |
| 5    | en diminution   | Sandon Stolle   | 3375 |
| 6    | en augmentation | Mahesh Bhupathi | 3365 |
| 7    | en augmentation | David Rikl      | 3220 |
| 8    | en augmentation | Jiří Novák      | 3090 |
| 9    | en augmentation | Leander Paes    | 2990 |
| 10   | en augmentation | Daniel Nestor   | 2895 |

### Statistiques du top 20
| N° | Joueur              | Pays | Points | Évolution |
| -- | ------------------- | ---- | ------ | --------- |
| 1  | Lleyton Hewitt      |      | 4365   | +6        |
| 2  | Gustavo Kuerten     |      | 3855   | −1        |
| 3  | Andre Agassi        |      | 3520   | +3        |
| 4  | Ievgueni Kafelnikov |      | 3090   | +1        |
| 5  | Juan Carlos Ferrero |      | 3040   | +7        |
| 6  | Sébastien Grosjean  |      | 2790   | +13       |
| 7  | Patrick Rafter      |      | 2785   | +8        |
| 8  | Tommy Haas          |      | 2285   | +13       |
| 9  | Tim Henman          |      | 2100   | +1        |
| 10 | Pete Sampras        |      | 1940   | −7        |
| 11 | Marat Safin         |      | 1920   | −9        |
| 12 | Goran Ivanišević    |      | 1761   | +117      |
| 13 | Roger Federer       |      | 1745   | +13       |
| 14 | Andy Roddick        |      | 1573   | +142      |
| 15 | Guillermo Cañas     |      | 1572   | +142      |
| 16 | Àlex Corretja       |      | 1525   | −8        |
| 17 | Arnaud Clément      |      | 1475   | +1        |
| 18 | Thomas Johansson    |      | 1375   | +21       |
| 19 | Carlos Moyà         |      | 1310   | +22       |
| 20 | Albert Portas       |      | 1220   | +31       |

## Palmarès
| Catégorie                 |
| ------------------------- |
| Grand Chelem              |
| Tennis Masters Cup        |
| Tennis Masters Series     |
| International Series Gold |
| International Series      |

### Simple
| No | Date       | Nom et lieu du tournoi                                              | Catégorie      | Dotation    | Surface         | Vainqueur           | Finaliste           | Score                    | [ 1 ]   |
| -- | ---------- | ------------------------------------------------------------------- | -------------- | ----------- | --------------- | ------------------- | ------------------- | ------------------------ | ------- |
| 1  | 01/01/2001 | AAPT Championships, Adélaïde                                        | Int' Series    | 350 000 $   | Dur (ext.)      | Tommy Haas          | Nicolás Massú       | 6-3, 6-1                 | Tableau |
| 2  | 01/01/2001 | Gold Flake Open, Chennai                                            | Int' Series    | 375 000 $   | Dur (ext.)      | Michal Tabara       | Andrei Stoliarov    | 6-2, 7-64                | Tableau |
| 3  | 01/01/2001 | Qatar ExxonMobil Open, Doha                                         | Int' Series    | 975 000 $   | Dur (ext.)      | Marcelo Ríos        | Bohdan Ulihrach     | 6-3, 2-6, 6-3            | Tableau |
| 4  | 08/01/2001 | Heineken Open, Auckland                                             | Int' Series    | 350 000 $   | Dur (ext.)      | Dominik Hrbatý      | Francisco Clavet    | 6-4, 2-6, 6-3            | Tableau |
| 5  | 08/01/2001 | Adidas International, Sydney                                        | Int' Series    | 375 000 $   | Dur (ext.)      | Lleyton Hewitt      | Magnus Norman       | 6-4, 6-1                 | Tableau |
| 6  | 15/01/2001 | Australian Open, Melbourne                                          | G. Chelem      | 3 568 313 $ | Dur (ext.)      | Andre Agassi        | Arnaud Clément      | 6-4, 6-2, 6-2            | Tableau |
| 7  | 28/01/2001 | Cerveza Club Colombia Open, Bogota                                  | Int' Series    | 350 000 $   | Terre (ext.)    | Fernando Vicente    | Juan Ignacio Chela  | 6-4, 7-66                |         |
| 8  | 29/01/2001 | Milan Indoor, Milan                                                 | Int' Series    | 375 000 $   | Moquette (int.) | Roger Federer       | Julien Boutter      | 6-4, 67-7, 6-4           | Tableau |
| 9  | 12/02/2001 | Copenhagen Open, Copenhague                                         | Int' Series    | 325 000 $   | Dur (int.)      | Tim Henman          | Andreas Vinciguerra | 6-3, 6-4                 | Tableau |
| 10 | 12/02/2001 | Open 13, Marseille                                                  | Int' Series    | 475 000 $   | Dur (int.)      | Ievgueni Kafelnikov | Sébastien Grosjean  | 7-65, 6-2                | Tableau |
| 11 | 12/02/2001 | Chevrolet Cup presented by BellSouth, Viña del Mar                  | Int' Series    | 350 000 $   | Terre (ext.)    | Guillermo Coria     | Gastón Gaudio       | 4-6, 6-2, 7-5            |         |
| 12 | 19/02/2001 | Copa AT&T, Buenos Aires                                             | Int' Series    | 600 000 $   | Terre (ext.)    | Gustavo Kuerten     | José Acasuso        | 6-1, 6-3                 | Tableau |
| 13 | 19/02/2001 | Kroger St. Jude, Memphis                                            | Series Gold    | 700 000 $   | Dur (int.)      | Mark Philippoussis  | Davide Sanguinetti  | 6-3, 65-7, 6-3           | Tableau |
| 14 | 19/02/2001 | ABN AMRO World Tennis Tournament, Rotterdam                         | Series Gold    | 750 000 $   | Dur (int.)      | Nicolas Escudé      | Roger Federer       | 7-5, 3-6, 7-65           | Tableau |
| 15 | 26/02/2001 | Abierto Mexicano Pegaso, Acapulco                                   | Series Gold    | 700 000 $   | Terre (ext.)    | Gustavo Kuerten     | Galo Blanco         | 6-4, 6-2                 | Tableau |
| 16 | 26/02/2001 | The Dubai Tennis Championships, Dubaï                               | Series Gold    | 900 000 $   | Dur (ext.)      | Juan Carlos Ferrero | Marat Safin         | 6-2, 3-1 ab.             | Tableau |
| 17 | 26/02/2001 | Sybase Open Presented by Pacific Bell, San José                     | Int' Series    | 375 000 $   | Dur (int.)      | Greg Rusedski       | Andre Agassi        | 6-3, 6-4                 | Tableau |
| 18 | 05/03/2001 | Citrix Tennis Championships, Delray Beach                           | Int' Series    | 325 000 $   | Dur (ext.)      | Jan-Michael Gambill | Xavier Malisse      | 7-5, 6-4                 | Tableau |
| 19 | 05/03/2001 | Franklin Templeton Tennis Classic, Scottsdale                       | Int' Series    | 375 000 $   | Dur (ext.)      | Francisco Clavet    | Magnus Norman       | 6-4, 6-2                 |         |
| 20 | 12/03/2001 | Tennis Masters Series Indian Wells, Indian Wells                    | Masters Series | 2 450 000 $ | Dur (ext.)      | Andre Agassi        | Pete Sampras        | 7-65, 7-5, 6-1           | Tableau |
| 21 | 21/03/2001 | Ericsson Championships, Miami                                       | Masters Series | 2 900 000 $ | Dur (ext.)      | Andre Agassi        | Jan-Michael Gambill | 7-64, 6-1, 6-0           | Tableau |
| 22 | 09/04/2001 | Grand-Prix Hassan II, Casablanca                                    | Int' Series    | 325 000 $   | Terre (ext.)    | Guillermo Cañas     | Tommy Robredo       | 7-5, 6-2                 | Tableau |
| 23 | 09/04/2001 | Estoril Open, Estoril                                               | Int' Series    | 600 000 $   | Terre (ext.)    | Juan Carlos Ferrero | Félix Mantilla      | 7-63, 4-6, 6-3           |         |
| 24 | 16/04/2001 | Tennis Masters Series - Monte-Carlo, Monte-Carlo                    | Masters Series | 2 450 000 $ | Terre (ext.)    | Gustavo Kuerten     | Hicham Arazi        | 6-3, 6-2, 6-4            | Tableau |
| 25 | 23/04/2001 | Verizon Tennis Challenge, Atlanta                                   | Int' Series    | 375 000 $   | Terre (ext.)    | Andy Roddick        | Xavier Malisse      | 6-2, 6-4                 | Tableau |
| 26 | 23/04/2001 | Open Seat Godó, Barcelone                                           | Series Gold    | 900 000 $   | Terre (ext.)    | Juan Carlos Ferrero | Carlos Moyà         | 4-6, 7-5, 6-3, 3-6, 7-5  | Tableau |
| 27 | 30/04/2001 | US Men's Clay Court Championship, Houston                           | Int' Series    | 325 000 $   | Terre (ext.)    | Andy Roddick        | Lee Hyung-taik      | 7-5, 6-3                 | Tableau |
| 28 | 30/04/2001 | Mallorca Open, Palma de Majorque                                    | Int' Series    | 475 000 $   | Terre (ext.)    | Alberto Martín      | Guillermo Coria     | 6-3, 3-6, 6-2            | Tableau |
| 29 | 30/04/2001 | BMW Open, Munich                                                    | Int' Series    | 375 000 $   | Terre (ext.)    | Jiří Novák          | Antony Dupuis       | 6-4, 7-5                 | Tableau |
| 30 | 07/05/2001 | Tennis Masters Roma, Rome                                           | Masters Series | 2 450 000 $ | Terre (ext.)    | Juan Carlos Ferrero | Gustavo Kuerten     | 3-6, 6-1, 2-6, 6-4, 6-2  | Tableau |
| 31 | 14/05/2001 | Tennis Masters Series Hamburg, Hambourg                             | Masters Series | 2 450 000 $ | Terre (ext.)    | Albert Portas       | Juan Carlos Ferrero | 4-6, 6-2, 0-6, 7-65, 7-5 | Tableau |
| 32 | 21/05/2001 | International Raiffeisen Grand Prix, Sankt Pölten                   | Int' Series    | 400 000 $   | Terre (ext.)    | Andrea Gaudenzi     | Markus Hipfl        | 6-0, 7-5                 | Tableau |
| 33 | 28/05/2001 | Roland-Garros, Paris                                                | G. Chelem      | 4 700 806 $ | Terre (ext.)    | Gustavo Kuerten     | Àlex Corretja       | 63-7, 7-5, 6-2, 6-0      | Tableau |
| 34 | 11/06/2001 | Gerry Weber Open, Halle (Westf.)                                    | Int' Series    | 975 000 $   | Gazon (ext.)    | Thomas Johansson    | Fabrice Santoro     | 6-3, 65-7, 6-2           | Tableau |
| 35 | 11/06/2001 | The Stella Artois Championships, Londres                            | Int' Series    | 775 000 $   | Gazon (ext.)    | Lleyton Hewitt      | Tim Henman          | 7-63, 7-63               |         |
| 36 | 18/06/2001 | The Samsung Open, Nottingham                                        | Int' Series    | 375 000 $   | Gazon (ext.)    | Thomas Johansson    | Harel Levy          | 7-5, 6-3                 | Tableau |
| 37 | 18/06/2001 | Heineken Trophy, Bois-le-Duc                                        | Int' Series    | 375 000 $   | Gazon (ext.)    | Lleyton Hewitt      | Guillermo Cañas     | 6-3, 6-4                 | Tableau |
| 38 | 25/06/2001 | The Championships, Wimbledon                                        | G. Chelem      | 5 476 164 $ | Gazon (ext.)    | Goran Ivanišević    | Patrick Rafter      | 6-3, 3-6, 6-3, 2-6, 9-7  | Tableau |
| 39 | 09/07/2001 | Telenordia Swedish Open, Båstad                                     | Int' Series    | 375 000 $   | Terre (ext.)    | Andrea Gaudenzi     | Bohdan Ulihrach     | 7-5, 6-3                 |         |
| 40 | 09/07/2001 | UBS Open, Gstaad                                                    | Int' Series    | 575 000 $   | Terre (ext.)    | Jiří Novák          | Juan Carlos Ferrero | 6-1, 65-7, 7-5           | Tableau |
| 41 | 09/07/2001 | Miller Lite Hall of Fame Championships, Newport (RI)                | Int' Series    | 375 000 $   | Gazon (ext.)    | Neville Godwin      | Martin Lee          | 6-1, 6-4                 |         |
| 42 | 16/07/2001 | Energis Open, Amsterdam                                             | Int' Series    | 375 000 $   | Terre (ext.)    | Àlex Corretja       | Younès El Aynaoui   | 6-3, 5-7, 7-60, 3-6, 6-4 | Tableau |
| 43 | 16/07/2001 | Mercedes Cup, Stuttgart                                             | Series Gold    | 700 000 $   | Terre (ext.)    | Gustavo Kuerten     | Guillermo Cañas     | 6-3, 6-2, 6-4            | Tableau |
| 44 | 16/07/2001 | Croatia Open, Umag                                                  | Int' Series    | 375 000 $   | Terre (ext.)    | Carlos Moyà         | Jérôme Golmard      | 6-4, 3-6, 7-62           | Tableau |
| 45 | 23/07/2001 | Generali Open, Kitzbühel                                            | Series Gold    | 800 000 $   | Terre (ext.)    | Nicolás Lapentti    | Albert Costa        | 1-6, 6-4, 7-5, 7-5       | Tableau |
| 46 | 23/07/2001 | Mercedes-Benz Cup, Los Angeles                                      | Int' Series    | 375 000 $   | Dur (ext.)      | Andre Agassi        | Pete Sampras        | 6-4, 6-2                 | Tableau |
| 47 | 23/07/2001 | Idea Prokom Open, Sopot                                             | Int' Series    | 375 000 $   | Terre (ext.)    | Tommy Robredo       | Albert Portas       | 1-6, 7-5, 7-62           | Tableau |
| 48 | 30/07/2001 | Tennis Masters Series Montreal, Montréal                            | Masters Series | 2 450 000 $ | Dur (ext.)      | Andrei Pavel        | Patrick Rafter      | 7-63, 2-6, 6-3           | Tableau |
| 49 | 06/08/2001 | Tennis Masters Series Cincinnati, Presented by T-Mobile, Cincinnati | Masters Series | 2 450 000 $ | Dur (ext.)      | Gustavo Kuerten     | Patrick Rafter      | 6-1, 6-3                 | Tableau |
| 50 | 13/08/2001 | RCA Championships, Indianapolis                                     | Series Gold    | 700 000 $   | Dur (ext.)      | Patrick Rafter      | Gustavo Kuerten     | 4-2 ab.                  | Tableau |
| 51 | 13/08/2001 | Legg Mason Tennis Classic, Washington                               | Series Gold    | 700 000 $   | Dur (ext.)      | Andy Roddick        | Sjeng Schalken      | 6-2, 6-3                 | Tableau |
| 52 | 20/08/2001 | Hamlet Cup, Long Island                                             | Int' Series    | 390 200 $   | Dur (ext.)      | Tommy Haas          | Pete Sampras        | 6-3, 3-6, 6-2            |         |
| 53 | 27/08/2001 | US Open, Flushing Meadows                                           | G. Chelem      | 6 578 000 $ | Dur (ext.)      | Lleyton Hewitt      | Pete Sampras        | 7-64, 6-1, 6-1           | Tableau |
| 54 | 10/09/2001 | Gelsor Open Romania, Bucarest                                       | Int' Series    | 375 000 $   | Terre (ext.)    | Younès El Aynaoui   | Albert Montañés     | 7-65, 7-62               | Tableau |
| 55 | 10/09/2001 | Brasil Open, Costa do Sauípe                                        | Int' Series    | 375 000 $   | Dur (ext.)      | Jan Vacek           | Fernando Meligeni   | 2-6, 7-62, 6-3           | Tableau |
| 56 | 10/09/2001 | President's Cup, Tachkent                                           | Int' Series    | 525 000 $   | Dur (ext.)      | Marat Safin         | Ievgueni Kafelnikov | 6-2, 6-2                 |         |
| 57 | 17/09/2001 | Heineken Open, Shanghai                                             | Int' Series    | 375 000 $   | Dur (ext.)      | Rainer Schüttler    | Michel Kratochvil   | 6-3, 6-4                 |         |
| 58 | 24/09/2001 | Salem Open, Hong Kong                                               | Int' Series    | 375 000 $   | Dur (ext.)      | Marcelo Ríos        | Rainer Schüttler    | 7-63, 6-2                | Tableau |
| 59 | 24/09/2001 | Campionati Internazionali di Sicilia, Palerme                       | Int' Series    | 375 000 $   | Terre (ext.)    | Félix Mantilla      | David Nalbandian    | 7-62, 6-4                | Tableau |
| 60 | 01/10/2001 | Kremlin Cup, Moscou                                                 | Int' Series    | 975 000 $   | Moquette (int.) | Ievgueni Kafelnikov | Nicolas Kiefer      | 6-4, 7-5                 |         |
| 61 | 01/10/2001 | AIG Japan Open Tennis Championships, Tokyo                          | Series Gold    | 700 000 $   | Dur (ext.)      | Lleyton Hewitt      | Michel Kratochvil   | 6-4, 6-2                 | Tableau |
| 62 | 08/10/2001 | Grand Prix de tennis de Lyon, Lyon                                  | Int' Series    | 775 000 $   | Moquette (int.) | Ivan Ljubičić       | Younès El Aynaoui   | 6-3, 6-2                 | Tableau |
| 63 | 08/10/2001 | CA Tennis Trophy, Vienne                                            | Series Gold    | 700 000 $   | Dur (int.)      | Tommy Haas          | Guillermo Cañas     | 6-2, 7-66, 6-4           | Tableau |
| 64 | 15/10/2001 | Stuttgart Masters, Stuttgart                                        | Masters Series | 2 450 000 $ | Dur (int.)      | Tommy Haas          | Max Mirnyi          | 6-2, 6-2, 6-2            | Tableau |
| 65 | 22/10/2001 | Davidoff Swiss Indoors Basel, Bâle                                  | Int' Series    | 975 000 $   | Moquette (int.) | Tim Henman          | Roger Federer       | 6-3, 6-4, 6-2            | Tableau |
| 66 | 22/10/2001 | St. Petersburg Open, Saint-Pétersbourg                              | Int' Series    | 775 000 $   | Dur (int.)      | Marat Safin         | Rainer Schüttler    | 3-6, 6-3, 6-3            | Tableau |
| 67 | 22/10/2001 | If Stockholm Open, Stockholm                                        | Int' Series    | 775 000 $   | Dur (int.)      | Sjeng Schalken      | Jarkko Nieminen     | 3-6, 6-3, 6-3, 4-6, 6-3  |         |
| 68 | 29/10/2001 | BNP Paribas Masters, Paris                                          | Masters Series | 2 450 000 $ | Moquette (int.) | Sébastien Grosjean  | Ievgueni Kafelnikov | 7-63, 6-1, 65-7, 6-4     | Tableau |
| 69 | 12/11/2001 | Tennis Masters Cup, Sydney                                          | Masters        | 3 700 000 $ | Dur (int.)      | Lleyton Hewitt      | Sébastien Grosjean  | 6-3, 6-3, 6-4            | Tableau |

### Double
| No | Date       | Nom et lieu du tournoi                                             | Catégorie      | Dotation    | Surface         | Vainqueurs                          | Finalistes                          | Score               | [ 1 ]   |
| -- | ---------- | ------------------------------------------------------------------ | -------------- | ----------- | --------------- | ----------------------------------- | ----------------------------------- | ------------------- | ------- |
| 1  | 01/01/2001 | AAPT Championships Adélaïde                                        | Int' Series    | 350 000 $   | Dur (ext.)      | David Macpherson Grant Stafford     | Wayne Arthurs Todd Woodbridge       | 65-7, 6-4, 6-4      | Tableau |
| 2  | 01/01/2001 | Gold Flake Open Chennai                                            | Int' Series    | 375 000 $   | Dur (ext.)      | Byron Black Wayne Black             | Barry Cowan Mosé Navarra            | 6-4, 6-3            | Tableau |
| 3  | 01/01/2001 | Qatar ExxonMobil Open Doha                                         | Int' Series    | 975 000 $   | Dur (ext.)      | Mark Knowles Daniel Nestor          | Joan Balcells Andreï Olhovskiy      | 6-3, 6-1            | Tableau |
| 4  | 08/01/2001 | Heineken Open Auckland                                             | Int' Series    | 350 000 $   | Dur (ext.)      | Marius Barnard Jim Thomas           | David Adams Martín García           | 7-610, 6-4          | Tableau |
| 5  | 08/01/2001 | Adidas International Sydney                                        | Int' Series    | 375 000 $   | Dur (ext.)      | Daniel Nestor Sandon Stolle         | Jonas Björkman Todd Woodbridge      | 2-6, 7-64, 7-65     | Tableau |
| 6  | 15/01/2001 | Australian Open Melbourne                                          | G. Chelem      | 3 568 313 $ | Dur (ext.)      | Jonas Björkman Todd Woodbridge      | Byron Black David Prinosil          | 6-1, 5-7, 6-4, 6-4  | Tableau |
| 7  | 28/01/2001 | Cerveza Club Colombia Open Bogota                                  | Int' Series    | 350 000 $   | Terre (ext.)    | Mariano Hood Sebastián Prieto       | Martín Rodríguez André Sá           | 6-2, 6-4            |         |
| 8  | 29/01/2001 | Milan Indoor Milan                                                 | Int' Series    | 375 000 $   | Moquette (int.) | Paul Haarhuis Sjeng Schalken        | Johan Landsberg Tom Vanhoudt        | 7-65, 7-64          | Tableau |
| 9  | 12/02/2001 | Copenhagen Open Copenhague                                         | Int' Series    | 325 000 $   | Dur (int.)      | Wayne Black Kevin Ullyett           | Jiří Novák David Rikl               | 6-3, 6-3            | Tableau |
| 10 | 12/02/2001 | Open 13 Marseille                                                  | Int' Series    | 475 000 $   | Dur (int.)      | Julien Boutter Fabrice Santoro      | Michael Hill Jeff Tarango           | 7-67, 7-5           | Tableau |
| 11 | 12/02/2001 | Chevrolet Cup presented by BellSouth Viña del Mar                  | Int' Series    | 350 000 $   | Terre (ext.)    | Lucas Arnold Ker Tomás Carbonell    | Mariano Hood Sebastián Prieto       | 6-4, 2-6, 6-3       |         |
| 12 | 19/02/2001 | Copa AT&T Buenos Aires                                             | Int' Series    | 600 000 $   | Terre (ext.)    | Lucas Arnold Ker Tomás Carbonell    | Mariano Hood Sebastián Prieto       | 5-7, 7-5, 7-65      | Tableau |
| 13 | 19/02/2001 | Kroger St. Jude Memphis                                            | Series Gold    | 700 000 $   | Dur (int.)      | Bob Bryan Mike Bryan                | Alex O'Brien Jonathan Stark         | 6-3, 7-63           | Tableau |
| 14 | 19/02/2001 | ABN AMRO World Tennis Tournament Rotterdam                         | Series Gold    | 750 000 $   | Dur (int.)      | Jonas Björkman Roger Federer        | Petr Pála Pavel Vízner              | 6-3, 6-0            | Tableau |
| 15 | 26/02/2001 | Abierto Mexicano Pegaso Acapulco                                   | Series Gold    | 700 000 $   | Terre (ext.)    | Donald Johnson Gustavo Kuerten      | David Adams Martín García           | 6-3, 7-65           | Tableau |
| 16 | 26/02/2001 | The Dubai Tennis Championships Dubaï                               | Series Gold    | 900 000 $   | Dur (ext.)      | Joshua Eagle Sandon Stolle          | Daniel Nestor Nenad Zimonjić        | 6-4, 6-4            | Tableau |
| 17 | 26/02/2001 | Sybase Open Presented by Pacific Bell San José                     | Int' Series    | 375 000 $   | Dur (int.)      | Mark Knowles Brian MacPhie          | Jan-Michael Gambill Jonathan Stark  | 6-3, 7-64           | Tableau |
| 18 | 05/03/2001 | Citrix Tennis Championships Delray Beach                           | Int' Series    | 325 000 $   | Dur (ext.)      | Jan-Michael Gambill Andy Roddick    | Thomas Shimada Myles Wakefield      | 6-3, 6-4            | Tableau |
| 19 | 05/03/2001 | Franklin Templeton Tennis Classic Scottsdale                       | Int' Series    | 375 000 $   | Dur (ext.)      | Donald Johnson Jared Palmer         | Marcelo Ríos Sjeng Schalken         | 7-63, 6-2           |         |
| 20 | 12/03/2001 | Tennis Masters Series Indian Wells Indian Wells                    | Masters Series | 2 450 000 $ | Dur (ext.)      | Wayne Ferreira Ievgueni Kafelnikov  | Jonas Björkman Todd Woodbridge      | 6-2, 7-5            | Tableau |
| 21 | 21/03/2001 | Ericsson Championships Miami                                       | Masters Series | 2 900 000 $ | Dur (ext.)      | Jiří Novák David Rikl               | Jonas Björkman Todd Woodbridge      | 7-5, 7-63           | Tableau |
| 22 | 09/04/2001 | Grand-Prix Hassan II Casablanca                                    | Int' Series    | 325 000 $   | Terre (ext.)    | Michael Hill Jeff Tarango           | Pablo Albano David Macpherson       | 7-62, 6-3           | Tableau |
| 23 | 09/04/2001 | Estoril Open Estoril                                               | Int' Series    | 600 000 $   | Terre (ext.)    | Radek Štěpánek Michal Tabara        | Donald Johnson Nenad Zimonjić       | 6-4, 6-1            |         |
| 24 | 16/04/2001 | Tennis Masters Series - Monte-Carlo Monte-Carlo                    | Masters Series | 2 450 000 $ | Terre (ext.)    | Jonas Björkman Todd Woodbridge      | Joshua Eagle Andrew Florent         | 3-6, 6-4, 6-2       | Tableau |
| 25 | 23/04/2001 | Verizon Tennis Challenge Atlanta                                   | Int' Series    | 375 000 $   | Terre (ext.)    | Mahesh Bhupathi Leander Paes        | Rick Leach David Macpherson         | 6-3, 7-67           | Tableau |
| 26 | 23/04/2001 | Open Seat Godó Barcelone                                           | Series Gold    | 900 000 $   | Terre (ext.)    | Donald Johnson Jared Palmer         | Tommy Robredo Fernando Vicente      | 7-62, 6-4           | Tableau |
| 27 | 30/04/2001 | US Men's Clay Court Championship Houston                           | Int' Series    | 325 000 $   | Terre (ext.)    | Mahesh Bhupathi Leander Paes        | Kevin Kim Jim Thomas                | 7-64, 6-2           | Tableau |
| 28 | 30/04/2001 | Mallorca Open Palma de Majorque                                    | Int' Series    | 475 000 $   | Terre (ext.)    | Donald Johnson Jared Palmer         | Feliciano López Francisco Roig      | 7-5, 6-3            | Tableau |
| 29 | 30/04/2001 | BMW Open Munich                                                    | Int' Series    | 375 000 $   | Terre (ext.)    | Petr Luxa Radek Štěpánek            | Jaime Oncins Daniel Orsanic         | 5-7, 6-2, 7-65      | Tableau |
| 30 | 07/05/2001 | Tennis Masters Roma Rome                                           | Masters Series | 2 450 000 $ | Terre (ext.)    | Wayne Ferreira Ievgueni Kafelnikov  | Daniel Nestor Sandon Stolle         | 6-4, 7-66           | Tableau |
| 31 | 14/05/2001 | Tennis Masters Series Hamburg Hambourg                             | Masters Series | 2 450 000 $ | Terre (ext.)    | Jonas Björkman Todd Woodbridge      | Daniel Nestor Sandon Stolle         | 7-62, 3-6, 6-3      | Tableau |
| 32 | 21/05/2001 | International Raiffeisen Grand Prix Sankt Pölten                   | Int' Series    | 400 000 $   | Terre (ext.)    | Petr Pála David Rikl                | Jaime Oncins Daniel Orsanic         | 6-3, 5-7, 7-5       | Tableau |
| 33 | 28/05/2001 | Roland-Garros Paris                                                | G. Chelem      | 4 700 806 $ | Terre (ext.)    | Mahesh Bhupathi Leander Paes        | Petr Pála Pavel Vízner              | 7-65, 6-3           | Tableau |
| 34 | 11/06/2001 | Gerry Weber Open Halle (Westf.)                                    | Int' Series    | 975 000 $   | Gazon (ext.)    | Daniel Nestor Sandon Stolle         | Max Mirnyi Patrick Rafter           | 6-4, 65-7, 6-1      | Tableau |
| 35 | 11/06/2001 | The Stella Artois Championships Londres                            | Int' Series    | 775 000 $   | Gazon (ext.)    | Bob Bryan Mike Bryan                | Eric Taino David Wheaton            | 6-3, 3-6, 6-1       |         |
| 36 | 18/06/2001 | The Samsung Open Nottingham                                        | Int' Series    | 375 000 $   | Gazon (ext.)    | Donald Johnson Jared Palmer         | Paul Hanley Andrew Kratzmann        | 6-4, 6-2            | Tableau |
| 37 | 18/06/2001 | Heineken Trophy Bois-le-Duc                                        | Int' Series    | 375 000 $   | Gazon (ext.)    | Paul Haarhuis Sjeng Schalken        | Martin Damm Cyril Suk               | 6-4, 6-4            | Tableau |
| 38 | 25/06/2001 | The Championships Wimbledon                                        | G. Chelem      | 5 476 164 $ | Gazon (ext.)    | Donald Johnson Jared Palmer         | Jiří Novák David Rikl               | 6-4, 4-6, 6-3, 7-66 | Tableau |
| 39 | 09/07/2001 | Telenordia Swedish Open Båstad                                     | Int' Series    | 375 000 $   | Terre (ext.)    | Karsten Braasch Jens Knippschild    | Simon Aspelin Andrew Kratzmann      | 7-63, 4-6, 7-65     |         |
| 40 | 09/07/2001 | UBS Open Gstaad                                                    | Int' Series    | 575 000 $   | Terre (ext.)    | Roger Federer Marat Safin           | Michael Hill Jeff Tarango           | 0-1 ab.             | Tableau |
| 41 | 09/07/2001 | Miller Lite Hall of Fame Championships Newport (RI)                | Int' Series    | 375 000 $   | Gazon (ext.)    | Bob Bryan Mike Bryan                | André Sá Glenn Weiner               | 6-3, 7-5            |         |
| 42 | 16/07/2001 | Energis Open Amsterdam                                             | Int' Series    | 375 000 $   | Terre (ext.)    | Paul Haarhuis Sjeng Schalken        | Àlex Corretja Luis Lobo             | 6-4, 6-2            | Tableau |
| 43 | 16/07/2001 | Mercedes Cup Stuttgart                                             | Series Gold    | 700 000 $   | Terre (ext.)    | Guillermo Cañas Rainer Schüttler    | Michael Hill Jeff Tarango           | 4-6, 7-61, 6-4      | Tableau |
| 44 | 16/07/2001 | Croatia Open Umag                                                  | Int' Series    | 375 000 $   | Terre (ext.)    | Sergio Roitman Andrés Schneiter     | Ivan Ljubičić Lovro Zovko           | 6-2, 7-5            | Tableau |
| 45 | 23/07/2001 | Generali Open Kitzbühel                                            | Series Gold    | 800 000 $   | Terre (ext.)    | Àlex Corretja Luis Lobo             | Simon Aspelin Andrew Kratzmann      | 6-1, 6-4            | Tableau |
| 46 | 23/07/2001 | Mercedes-Benz Cup Los Angeles                                      | Int' Series    | 375 000 $   | Dur (ext.)      | Bob Bryan Mike Bryan                | Jan-Michael Gambill Andy Roddick    | 7-5, 7-66           | Tableau |
| 47 | 23/07/2001 | Idea Prokom Open Sopot                                             | Int' Series    | 375 000 $   | Terre (ext.)    | Paul Hanley Nathan Healey           | Irakli Labadze Attila Savolt        | 7-610, 6-2          | Tableau |
| 48 | 30/07/2001 | Tennis Masters Series Montreal Montréal                            | Masters Series | 2 450 000 $ | Dur (ext.)      | Jiří Novák David Rikl               | Donald Johnson Jared Palmer         | 6-4, 3-6, 6-3       | Tableau |
| 49 | 06/08/2001 | Tennis Masters Series Cincinnati, Presented by T-Mobile Cincinnati | Masters Series | 2 450 000 $ | Dur (ext.)      | Mahesh Bhupathi Leander Paes        | Martin Damm David Prinosil          | 7-63, 6-3           | Tableau |
| 50 | 13/08/2001 | RCA Championships Indianapolis                                     | Series Gold    | 700 000 $   | Dur (ext.)      | Mark Knowles Brian MacPhie          | Mahesh Bhupathi Sébastien Lareau    | 7-65, 5-7, 6-4      | Tableau |
| 51 | 13/08/2001 | Legg Mason Tennis Classic Washington                               | Series Gold    | 700 000 $   | Dur (ext.)      | Martin Damm David Prinosil          | Bob Bryan Mike Bryan                | 7-65, 6-3           | Tableau |
| 52 | 20/08/2001 | Hamlet Cup Long Island                                             | Int' Series    | 390 200 $   | Dur (ext.)      | Jonathan Stark Kevin Ullyett        | Leoš Friedl Radek Štěpánek          | 6-1, 6-4            |         |
| 53 | 27/08/2001 | US Open Flushing Meadows                                           | G. Chelem      | 6 578 000 $ | Dur (ext.)      | Wayne Black Kevin Ullyett           | Donald Johnson Jared Palmer         | 7-69, 6-2, 6-3      | Tableau |
| 54 | 10/09/2001 | Gelsor Open Romania Bucarest                                       | Int' Series    | 375 000 $   | Terre (ext.)    | Aleksandar Kitinov Johan Landsberg  | Pablo Albano Marc-Kevin Goellner    | 6-4, 65-7, [10-6]   | Tableau |
| 55 | 10/09/2001 | Brasil Open Costa do Sauípe                                        | Int' Series    | 375 000 $   | Dur (ext.)      | Enzo Artoni Daniel Melo             | Gastón Etlis Brent Haygarth         | 6-3, 1-6, 7-65      | Tableau |
| 56 | 10/09/2001 | President's Cup Tachkent                                           | Int' Series    | 525 000 $   | Dur (ext.)      | Julien Boutter Dominik Hrbatý       | Marius Barnard Jim Thomas           | 6-4, 3-6, [13-11]   |         |
| 57 | 17/09/2001 | Heineken Open Shanghai                                             | Int' Series    | 375 000 $   | Dur (ext.)      | Thomas Shimada Byron Black          | John-Laffnie de Jager Robbie Koenig | 6-2, 3-6, 7-5       |         |
| 58 | 24/09/2001 | Salem Open Hong Kong                                               | Int' Series    | 375 000 $   | Dur (ext.)      | Karsten Braasch André Sá            | Petr Luxa Radek Štěpánek            | 6-0, 7-5            | Tableau |
| 59 | 24/09/2001 | Campionati Internazionali di Sicilia Palerme                       | Int' Series    | 375 000 $   | Terre (ext.)    | Tomás Carbonell Daniel Orsanic      | Enzo Artoni Emilio Benfele Álvarez  | 6-2, 2-6, 6-2       | Tableau |
| 60 | 01/10/2001 | Kremlin Cup Moscou                                                 | Int' Series    | 975 000 $   | Moquette (int.) | Max Mirnyi Sandon Stolle            | Mahesh Bhupathi Jeff Tarango        | 6-3, 6-0            |         |
| 61 | 01/10/2001 | AIG Japan Open Tennis Championships Tokyo                          | Series Gold    | 700 000 $   | Dur (ext.)      | Rick Leach David Macpherson         | Paul Hanley Nathan Healey           | 1-6, 7-66, 7-64     | Tableau |
| 62 | 08/10/2001 | Grand Prix de tennis de Lyon Lyon                                  | Int' Series    | 775 000 $   | Moquette (int.) | Daniel Nestor Nenad Zimonjić        | Arnaud Clément Sébastien Grosjean   | 6-1, 6-2            | Tableau |
| 63 | 08/10/2001 | CA Tennis Trophy Vienne                                            | Series Gold    | 700 000 $   | Dur (int.)      | Martin Damm Radek Štěpánek          | Jiří Novák David Rikl               | 6-3, 6-2            | Tableau |
| 64 | 15/10/2001 | Stuttgart Masters Stuttgart                                        | Masters Series | 2 450 000 $ | Dur (int.)      | Max Mirnyi Sandon Stolle            | Ellis Ferreira Jeff Tarango         | 7-60, 7-64          | Tableau |
| 65 | 22/10/2001 | Davidoff Swiss Indoors Basel Bâle                                  | Int' Series    | 975 000 $   | Moquette (int.) | Ellis Ferreira Rick Leach           | Mahesh Bhupathi Leander Paes        | 7-63, 6-4           | Tableau |
| 66 | 22/10/2001 | St. Petersburg Open Saint-Pétersbourg                              | Int' Series    | 775 000 $   | Dur (int.)      | Denis Golovanov Ievgueni Kafelnikov | Irakli Labadze Marat Safin          | 7-5, 6-4            | Tableau |
| 67 | 22/10/2001 | If Stockholm Open Stockholm                                        | Int' Series    | 775 000 $   | Dur (int.)      | Donald Johnson Jared Palmer         | Jonas Björkman Todd Woodbridge      | 6-3, 4-6, 6-3       |         |
| 68 | 29/10/2001 | BNP Paribas Masters Paris                                          | Masters Series | 2 450 000 $ | Moquette (int.) | Ellis Ferreira Rick Leach           | Mahesh Bhupathi Leander Paes        | 3-6, 6-4, 6-3       | Tableau |
| 69 | 28/01/2002 | Tennis Masters Cup Bangalore                                       | Masters        | 750 000 $   | Dur (ext.)      | Ellis Ferreira Rick Leach           | Petr Pála Pavel Vízner              | 6-7, 7-62, 6-4, 6-4 | Tableau |

### Double mixte
| No | Date       | Nom et lieu du tournoi      | Catégorie | Dotation    | Surface      | Vainqueurs                             | Finalistes                  | Score            |         |
| -- | ---------- | --------------------------- | --------- | ----------- | ------------ | -------------------------------------- | --------------------------- | ---------------- | ------- |
| 1  | 15/01/2001 | Australian Open Melbourne   | G. Chelem | 3 568 313 $ | Dur (ext.)   | Corina Morariu Ellis Ferreira          | Barbara Schett Joshua Eagle | 6-1, 6-3         | Tableau |
| 2  | 28/05/2001 | Roland-Garros Paris         | G. Chelem | 4 700 806 $ | Terre (ext.) | Virginia Ruano Pascual Tomás Carbonell | Paola Suárez Jaime Oncins   | 7-5, 6-3         | Tableau |
| 3  | 25/06/2001 | The Championships Wimbledon | G. Chelem | 5 476 164 $ | Gazon (ext.) | Daniela Hantuchová Leoš Friedl         | Liezel Huber Mike Bryan     | 4-6, 6-3, 6-2    | Tableau |
| 4  | 27/08/2001 | US Open Flushing Meadows    | G. Chelem | 6 578 000 $ | Dur (ext.)   | Rennae Stubbs Todd Woodbridge          | Lisa Raymond Leander Paes   | 6-4, 5-7, [11-9] | Tableau |

### Compétitions par équipes
| | Australie | 2                                | -  | 3  | France |   |   |
| --- | --------- | -------------------------------- | -- | -- | ------ | - | - |
| Melbourne Park, Rod Laver Arena, Melbourne, Australie |           |                                  |    |    |        |   |   |
| du 30 au 2 décembre 2001 sur gazon (ext.) |           |                                  |    |    |        |   |   |
| \| 1 \| \| Lleyton Hewitt \| 6 \| 3 \| 6 \| 3 \| 4 \| \| 1 \| \| Nicolas Escudé \| 4 \| 6 \| 3 \| 6 \| 6 \| \| 2 \| \| Patrick Rafter \| 6 \| 7 \| 7 \| \| \| \| 2 \| \| Sébastien Grosjean \| 3 \| 62 \| 5 \| \| \| \| 3 \| \| Lleyton Hewitt - Patrick Rafter \| 6 \| 3 \| 65 \| 1 \| \| \| 3 \| \| Cédric Pioline - Fabrice Santoro \| 2 \| 6 \| 7 \| 6 \| \| \| \| \| \| \| \| \| \| \| \| 4 \| \| Lleyton Hewitt \| 6 \| 6 \| 6 \| \| \| \| 4 \| \| Sébastien Grosjean \| 3 \| 2 \| 3 \| \| \| \| \| \| \| \| \| \| \| \| \| 5 \| \| Wayne Arthurs \| 63 \| 7 \| 3 \| 3 \| \| \| 5 \| \| Nicolas Escudé \| 7 \| 65 \| 6 \| 6 \| \| \| \| \| \| \| \| \| \| \| |           |                                  |    |    |        |   |   |
| 1 |           | Lleyton Hewitt                   | 6  | 3  | 6      | 3 | 4 |
| 1 |           | Nicolas Escudé                   | 4  | 6  | 3      | 6 | 6 |
| 2 |           | Patrick Rafter                   | 6  | 7  | 7      |   |   |
| 2 |           | Sébastien Grosjean               | 3  | 62 | 5      |   |   |
| 3 |           | Lleyton Hewitt - Patrick Rafter  | 6  | 3  | 65     | 1 |   |
| 3 |           | Cédric Pioline - Fabrice Santoro | 2  | 6  | 7      | 6 |   |
| |           |                                  |    |    |        |   |   |
| 4 |           | Lleyton Hewitt                   | 6  | 6  | 6      |   |   |
| 4 |           | Sébastien Grosjean               | 3  | 2  | 3      |   |   |
| |           |                                  |    |    |        |   |   |
| 5 |           | Wayne Arthurs                    | 63 | 7  | 3      | 3 |   |
| 5 |           | Nicolas Escudé                   | 7  | 65 | 6      | 6 |   |
| |           |                                  |    |    |        |   |   |

| 1 |  | Lleyton Hewitt                   | 6  | 3  | 6  | 3 | 4 |
| 1 |  | Nicolas Escudé                   | 4  | 6  | 3  | 6 | 6 |
| 2 |  | Patrick Rafter                   | 6  | 7  | 7  |   |   |
| 2 |  | Sébastien Grosjean               | 3  | 62 | 5  |   |   |
| 3 |  | Lleyton Hewitt - Patrick Rafter  | 6  | 3  | 65 | 1 |   |
| 3 |  | Cédric Pioline - Fabrice Santoro | 2  | 6  | 7  | 6 |   |
|   |  |                                  |    |    |    |   |   |
| 4 |  | Lleyton Hewitt                   | 6  | 6  | 6  |   |   |
| 4 |  | Sébastien Grosjean               | 3  | 2  | 3  |   |   |
|   |  |                                  |    |    |    |   |   |
| 5 |  | Wayne Arthurs                    | 63 | 7  | 3  | 3 |   |
| 5 |  | Nicolas Escudé                   | 7  | 65 | 6  | 6 |   |
|   |  |                                  |    |    |    |   |   |

|  | Équipe 1 | Score | Équipe 2   |  |
|  | Suisse   | 2 – 1 | États-Unis |  |

| Ordre des matchs | Joueurs                            | Points au premier set | Points au second set | Points au troisième set |
| ---------------- | ---------------------------------- | --------------------- | -------------------- | ----------------------- |
| 1                | Martina Hingis                     | 7                     | 6                    |                         |
| 1                | Monica Seles                       | 5                     | 4                    |                         |
|                  |                                    |                       |                      |                         |
| 2                | Roger Federer                      | 6                     | 6                    |                         |
| 2                | Jan-Michael Gambill                | 4                     | 3                    |                         |
|                  |                                    |                       |                      |                         |
| 3 (sans enjeu)   | Martina Hingis - Roger Federer     | 6                     | 4                    | 6                       |
| 3 (sans enjeu)   | Monica Seles - Jan-Michael Gambill | 2                     | 6                    | 7                       |

|  | Équipe 1  | Score | Équipe 2 |  |
|  | Australie | 2 – 1 | Russie   |  |

| Ordre des matchs | Joueurs                           | Points au premier set | Points au second set | Points au troisième set |
| ---------------- | --------------------------------- | --------------------- | -------------------- | ----------------------- |
| 1                | Lleyton Hewitt                    | 6                     | 6                    |                         |
| 1                | Marat Safin                       | 3                     | 4                    |                         |
|                  |                                   |                       |                      |                         |
| 2                | Scott Draper                      | 2                     | 4                    |                         |
| 2                | Ievgueni Kafelnikov               | 6                     | 6                    |                         |
|                  |                                   |                       |                      |                         |
| 3                | Wayne Arthurs - Scott Draper      | 7                     | 1                    | 6                       |
| 3                | Ievgueni Kafelnikov - Marat Safin | 65                    | 6                    | 4                       |

## Informations statistiques
Les tournois sont listés par ordre chronologique. Gustavo Kuerten remporte Acapulco (International Series Gold ; terre (ext.)) en simple et en double.

### En simple
| Joueur              | Nombre | Titre(s)                                                                   |
| Lleyton Hewitt      | 6      | Sydney, Queen's, Bois-le-Duc, US Open, Tokyo & Masters                     |
| Gustavo Kuerten     | 6      | Buenos Aires, Acapulco, Monte-Carlo, Roland-Garros, Stuttgart & Cincinnati |
| Andre Agassi        | 4      | Open d'Australie, Indian Wells, Miami & Los Angeles                        |
| Juan Carlos Ferrero | 4      | Dubaï, Estoril, Barcelone & Rome                                           |
| Tommy Haas          | 4      | Adélaïde, Long Island, Vienne & Stuttgart (indoor)                         |
| Andy Roddick        | 3      | Atlanta, Houston & Washington                                              |
| Jiří Novák          | 2      | Munich & Gstaad                                                            |
| Marcelo Ríos        | 2      | Doha & Hong Kong                                                           |
| Andrea Gaudenzi     | 2      | Sankt Pölten & Båstad                                                      |
| Tim Henman          | 2      | Copenhague & Bâle                                                          |
| Ievgueni Kafelnikov | 2      | Marseille & Moscou                                                         |
| Marat Safin         | 2      | Tachkent & Saint-Pétersbourg                                               |
| Thomas Johansson    | 2      | Halle & Nottingham                                                         |
| Goran Ivanišević    | 1      | Wimbledon                                                                  |
| Sébastien Grosjean  | 1      | Paris-Bercy                                                                |
| Andrei Pavel        | 1      | Montréal                                                                   |
| Albert Portas       | 1      | Hambourg                                                                   |
| Nicolas Escudé      | 1      | Rotterdam                                                                  |
| Nicolás Lapentti    | 1      | Kitzbühel                                                                  |
| Mark Philippoussis  | 1      | Memphis                                                                    |
| Patrick Rafter      | 1      | Indianapolis                                                               |
| Neville Godwin      | 1      | Newport                                                                    |
| Rainer Schüttler    | 1      | Shanghai                                                                   |
| Guillermo Cañas     | 1      | Casablanca                                                                 |
| Guillermo Coria     | 1      | Viña del Mar                                                               |
| Ivan Ljubičić       | 1      | Lyon                                                                       |
| Alberto Martín      | 1      | Majorque                                                                   |
| Àlex Corretja       | 1      | Amsterdam                                                                  |
| Carlos Moyà         | 1      | Umag                                                                       |
| Félix Mantilla      | 1      | Palerme                                                                    |
| Fernando Vicente    | 1      | Bogota                                                                     |
| Francisco Clavet    | 1      | Scottsdale                                                                 |
| Tommy Robredo       | 1      | Sopot                                                                      |
| Jan-Michael Gambill | 1      | Delray Beach                                                               |
| Younès El Aynaoui   | 1      | Bucarest                                                                   |
| Sjeng Schalken      | 1      | Stockholm                                                                  |
| Jan Vacek           | 1      | Costa do Sauípe                                                            |
| Michal Tabara       | 1      | Chennai                                                                    |
| Greg Rusedski       | 1      | San José                                                                   |
| Dominik Hrbatý      | 1      | Auckland                                                                   |
| Roger Federer       | 1      | Milan                                                                      |

| Joueur          | Début de carrière | Premier titre   |
| Guillermo Coria | 2000              | Viña del Mar    |
| Andy Roddick    | 2000              | Atlanta         |
| Jan Vacek       | 1999              | Costa do Sauípe |
| Tommy Robredo   | 1998              | Sopot           |
| Ivan Ljubičić   | 1998              | Lyon            |
| Roger Federer   | 1998              | Milan           |
| Michal Tabara   | 1997              | Chennai         |
| Guillermo Cañas | 1995              | Casablanca      |
| Albert Portas   | 1994              | Hambourg        |
| Neville Godwin  | 1994              | Newport         |

### En double
| Joueur                       | Nombre | Titre(s)                                                                     |
| Donald Johnson               | 7      | Acapulco, Scottsdale, Barcelone, Majorque, Nottingham, Wimbledon & Stockholm |
| Jared Palmer                 | 6      | Scottsdale, Barcelone, Majorque, Nottingham, Wimbledon & Stockholm           |
| Sandon Stolle                | 5      | Sydney, Dubaï, Halle, Moscou & Stuttgart (indoor)                            |
| Jonas Björkman               | 4      | Open d'Australie, Rotterdam, Monte-Carlo & Hambourg                          |
| Mahesh Bhupathi Leander Paes | 4      | Atlanta, Houston, Roland-Garros & Cincinnati                                 |
| Rick Leach                   | 4      | Tokyo, Bâle, Paris-Bercy & Masters                                           |
| Daniel Nestor                | 4      | Doha, Sydney, Halle & Lyon                                                   |
| Bob Bryan Mike Bryan         | 4      | Memphis, Queen's, Newport & Los Angeles                                      |
| Todd Woodbridge              | 3      | Open d'Australie', Monte-Carlo & Hambourg                                    |
| Wayne Black                  | 3      | Chennai, Copenhague & US Open                                                |
| Kevin Ullyett                | 3      | Copenhague, Long Island & US Open                                            |
| Ellis Ferreira               | 3      | Bâle, Paris-Bercy & Masters                                                  |
| Ievgueni Kafelnikov          | 3      | Indian Wells, Rome & Saint-Pétersbourg                                       |
| Mark Knowles                 | 3      | Doha, San José & Indianapolis                                                |
| Paul Haarhuis Sjeng Schalken | 3      | Milan, Bois-le-Duc & Amsterdam                                               |
| Tomás Carbonell              | 3      | Viña del Mar, Buenos Aires & Palerme                                         |
| David Rikl                   | 3      | Miami, Sankt Pölten & Montréal                                               |
| Radek Štěpánek               | 3      | Estoril, Munich & Vienne                                                     |
| Jiří Novák                   | 2      | Miami & Montréal                                                             |
| Wayne Ferreira               | 2      | Indian Wells & Rome                                                          |
| Max Mirnyi                   | 2      | Moscou & Stuttgart (indoor)                                                  |
| Martin Damm                  | 2      | Washington & Vienne                                                          |
| Roger Federer                | 2      | Rotterdam & Gstaad                                                           |
| David Macpherson             | 2      | Adélaïde & Tokyo                                                             |
| Brian MacPhie                | 2      | San José & Indianapolis                                                      |
| Karsten Braasch              | 2      | Båstad & Hong Kong                                                           |
| Lucas Arnold Ker             | 2      | Viña del Mar & Buenos Aires                                                  |
| Julien Boutter               | 2      | Marseille & Tachkent                                                         |
| Byron Black                  | 2      | Chennai & Shanghai                                                           |

| Joueur               | Début de carrière | Premier titre     |
| Andy Roddick         | 2000              | Delray Beach      |
| Bob Bryan Mike Bryan | 1998              | Memphis           |
| Roger Federer        | 1998              | Rotterdam         |
| Nathan Healey        | 1998              | Sopot             |
| Enzo Artoni          | 1998              | Costa do Sauípe   |
| Denis Golovanov      | 1998              | Saint-Pétersbourg |
| Daniel Melo          | 1997              | Costa do Sauípe   |
| Paul Hanley          | 1997              | Sopot             |
| Michal Tabara        | 1997              | Chennai           |
| Marat Safin          | 1997              | Gstaad            |
| Jim Thomas           | 1996              | Auckland          |
| André Sá             | 1996              | Hong Kong         |
| Rainer Schüttler     | 1995              | Stuttgart         |
| Guillermo Cañas      | 1995              | Casablanca        |
| Thomas Shimada       | 1993              | Shanghai          |
| Petr Luxa            | 1993              | Munich            |
| Petr Pála            | 1993              | Sankt Pölten      |
| Jens Knippschild     | 1992              | Båstad            |